# ذباب سميك الرأس
الذباب غليظ الرأس أو عائلة كونوبيدي أو عائلة الذباب ذات الرأس السميك (الاسم العلمي: Conopidae)، فصيلة حشرات من الذباب قصيرات القرون. توجد في جميع أنحاء العالم باستثناء القطبين. تم وصف حوالي 800 نوع ضمن 47 جنس، حوالي 70 منها يوجد في أمريكا الشمالية.